# 磐梯熱海インターチェンジ
磐梯熱海インターチェンジ（ばんだいあたみインターチェンジ）は、福島県郡山市熱海町高玉にある磐越自動車道のインターチェンジである。

## 道路

### 本線
- E49 磐越自動車道（4番）

### 接続する道路
- 直接接続
  - 福島県道24号中の沢熱海線（旧母成グリーンライン）
- 間接接続
  - 国道49号熱海バイパス（県道24号を約1km経由）

## 料金所
- ブース数：4

### 入口
- ブース数：2
  - ETC専用：1
  - 一般：1

### 出口
- ブース数：2
  - ETC専用：1
  - 一般：1

## 周辺
- 磐梯熱海温泉
- JR東日本磐越西線 磐梯熱海駅
- 郡山石筵ふれあい牧場
- 郡山ユラックス熱海
- 磐梯熱海アイスアリーナ

## 隣
E49 磐越自動車道
(3-1) 郡山東IC - (18-1) 郡山JCT - 五百川PA - (4) 磐梯熱海IC - (5) 猪苗代磐梯高原IC